# Ningxiatherium
Ningxiatherium ist eine heute ausgestorbene Gattung sehr großer Nashörner, die vor etwa 11 Millionen Jahren im Miozän im nördlichen China lebten. Sie wird zur Gruppe der Elasmotheriini gezählt, die allgemein durch ihre große Körpergröße und hohen Zahnkronen der Backenzähne mit teils deutlich gefaltetem Zahnschmelz charakterisiert ist und die nächstverwandte Gruppe zu den heute lebenden Nashornarten darstellt.

## Merkmale
Vertreter von Ningxiatherium waren sehr große Nashörner. Die Gattung ist bisher von zwei weitgehend vollständigen Schädelfunden und wenigen isolierten Zähnen bekannt. Der Schädel war langgestreckt und schmal und erreichte eine Länge von 93 bis 100 cm. Das langgestreckte und spitzwinklige Hinterhauptsbein bewirkte eine relativ tiefe Kopfhaltung. Das Nasenbein war gerundet und besaß eine im vorderen Drittel verknöcherte Nasenscheidewand. Die Stirnlinie zwischen Nasen- und Hinterhauptsbein zeigte eine nur leichte Sattelung. Raue, gesprenkelte Oberflächenstrukturen auf der Schädeloberseite zeigten die Lage des Horns an, welches nicht wie bei den späteren Elasmotherien auf dem Stirn-, sondern auf dem Nasenbein saß. Ein Stirnhorn war bei Ningxiatherium nicht ausgebildet. Die Lage der Orbita befand sich auf der Höhe des Ende des letzten Molaren und damit sehr weit hinten im Schädel.
Das Oberkiefergebiss war deutlich reduziert und bestand aus wenigstens drei Prämolaren und drei Molaren, Schneide- und Eckzähne waren nicht ausgebildet. Damit war es aber noch etwas umfangreicher als jenes seines späteren Nachfahren, wie etwa dem Elasmotherium. Die beiden Zahnreihen verliefen deutlich parallel zueinander. Die vorderen Prämolaren waren relativ klein, während der letzte fast die Ausmaße des folgenden Molaren erreichte und auch charakteristisch molarisiert war. Am größten war jedoch der zweite Molar. Wie bei allen Elasmotheriini waren die Zähne extrem hochkronig (hypsodont), allerdings wies der Zahnschmelz noch keine so starken Faltungen auf.

## Fossilfunde
Bisher sind nur wenige Fundstellen bekannt, die alle im nördlichen China liegen. Ein erster Schädel wurde in den 1970er Jahren wurde in Sandstein-Ablagerungen der Ganhegou-Formation im Ningxia-Becken in der autonomen Gebiet Ningxia gefunden und stellt auch das Belegstück für die Erstbeschreibung der Nashorngattung dar. Ein weiterer vollständiger Schädel stammt aus rottonigen Sedimenten des Linxia-Beckens im autonomen Kreis Dongxiang der Provinz Gansu und kamen Anfang des 21. Jahrhunderts zu Tage.

## Systematik
Ningxiatherium gehört zur Tribus der Elasmotheriini, die eine Untergruppe der Rhinocerotidae und das Schwestertaxon der Rhinocerotini bildet, zu denen die heutigen Nashörner gehören. Innerhalb der Elasmotheriini stellt sein nächster Verwandter Parelasmotherium dar, mit dem es eine Klade bildet und aufgrund der Lage des Horns auf dem Nasenbein der Untertribus der Iranotheriina zugewiesen wird. Sie steht jener von Sinotherium und Elasmotherium, den Elasmotheriina, gegenüber. Einige Forscher stellen Ningxiatherium auch direkt zu Parelasmotherium, doch zeigen beide deutliche Unterschiede. So besitzt Ningxiatherium ein teilweise verknöchertes Nasenbein, was bei Parelasmotherium nicht auftritt. Auch das Hinterhauptsbein ist bei ersterem stark herausgezogen und spitz, während es beim letzteren eine kurze und rechtwinklige Form aufweist.
Ningxiatherium entwickelte sich im späten Miozän vor rund 11 Millionen Jahren, vermutlich aus Parelasmotherium, welches nach einer kühleren Klimaphase, aufgrund der zahlreiche Nashornarten ausstarben, als einziger Vertreter der Elasmotheriini im nördlichen China überlebt hatte. Wie lange es gelebt hatte, ist unklar, es ist aber im Pliozän bisher nicht nachgewiesen.
Die Erstbeschreibung erfolgte von Chen Guafeng im Jahr 1977 anhand des Schädelfundes aus dem Ningxia-Becken. Der damaligen Transkription entsprechend wurde es Ninxiatherium geschrieben. Heute werden zwei Arten anerkannt:
- Ningxiatherium longirhinus Chen, 1977
- Ningxiatherium euryrhinus Deng, 2008

Beide Arten unterscheiden sich weitgehend in der Ausprägung der Nasenregion, die bei N. longirhinus sehr lang und schmal ist, bei N. euryrhinus dagegen wesentlich kürzer und breiter.